# Виноделие в Албании

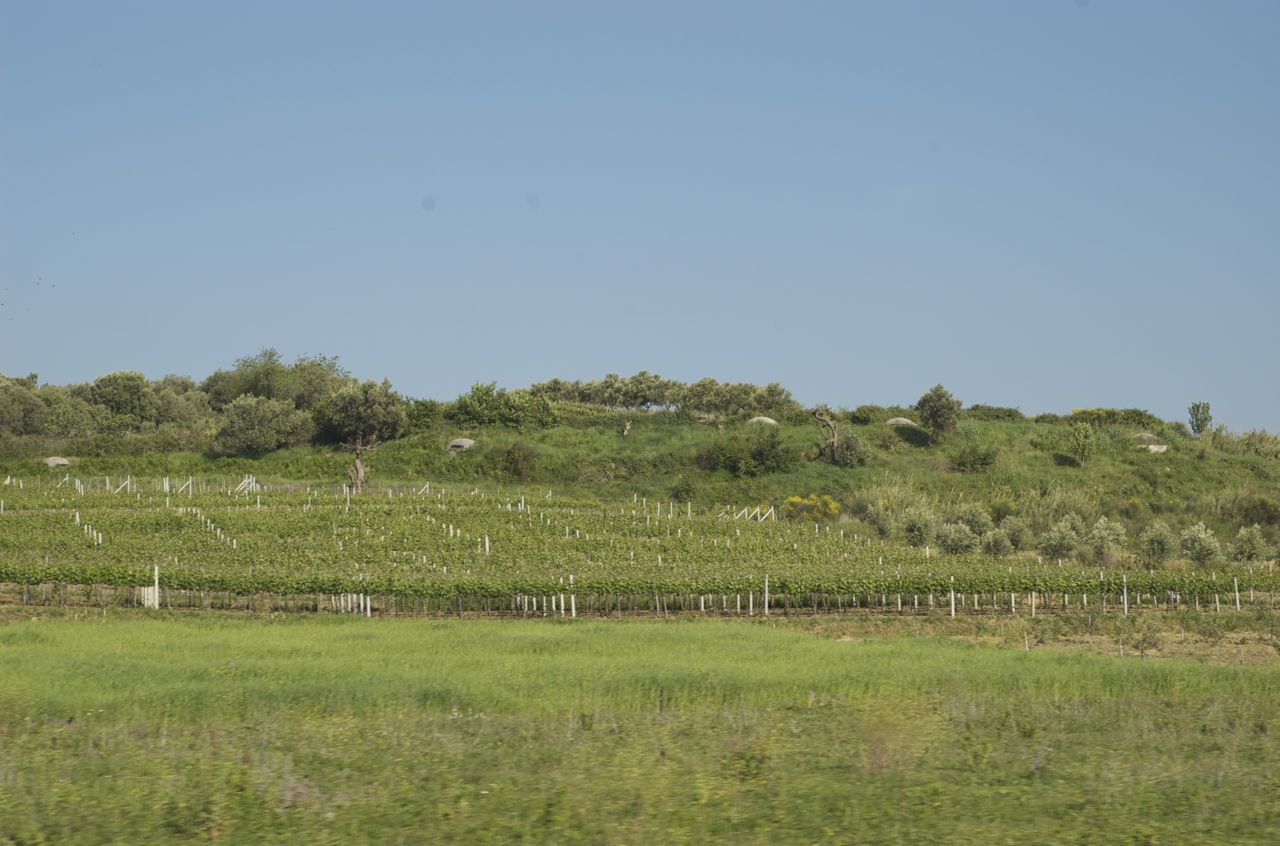
Виноградник и бункеры в южной Албании

Виноделие в Албании имеет долгую историю. Сейчас объёмы производимого вина относительно скромные (17 000 тонн на 2007 год). Большая часть собранных ягод винограда (105 000 тонн на 2007 год) продаётся в необработанном виде в качестве столового винограда или перерабатывается для производства албанского национального крепкого алкогольного напитка ракии и других побочных продуктов обработки. К концу коммунистического периода виноградники занимали площадь до 20 000 га. По данным 2006 года, продолжает использоваться лишь от 7000 до 8000 га, однако общая их площадь растёт.

## История

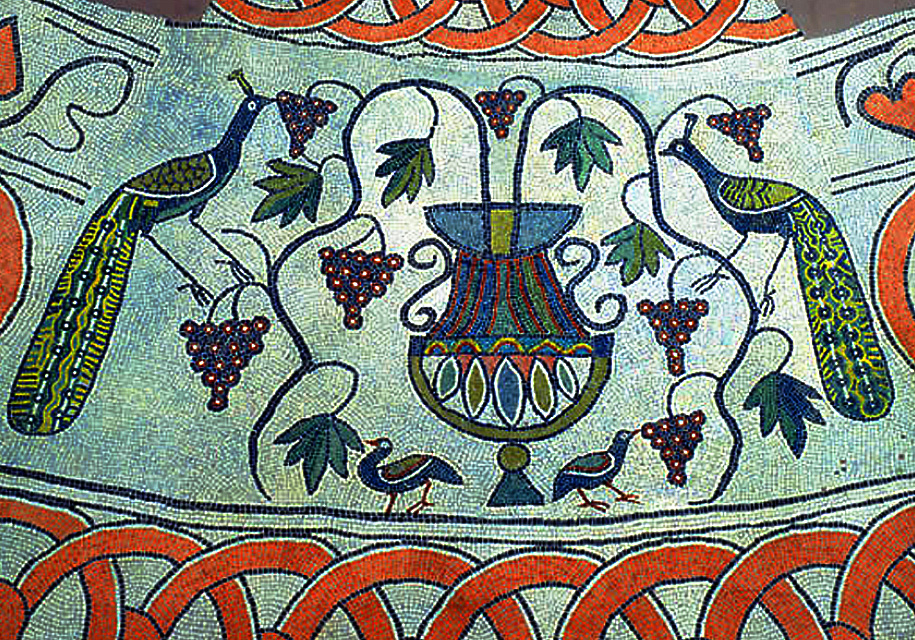
Мозаика в баптистерии города Бутринти (VI век)

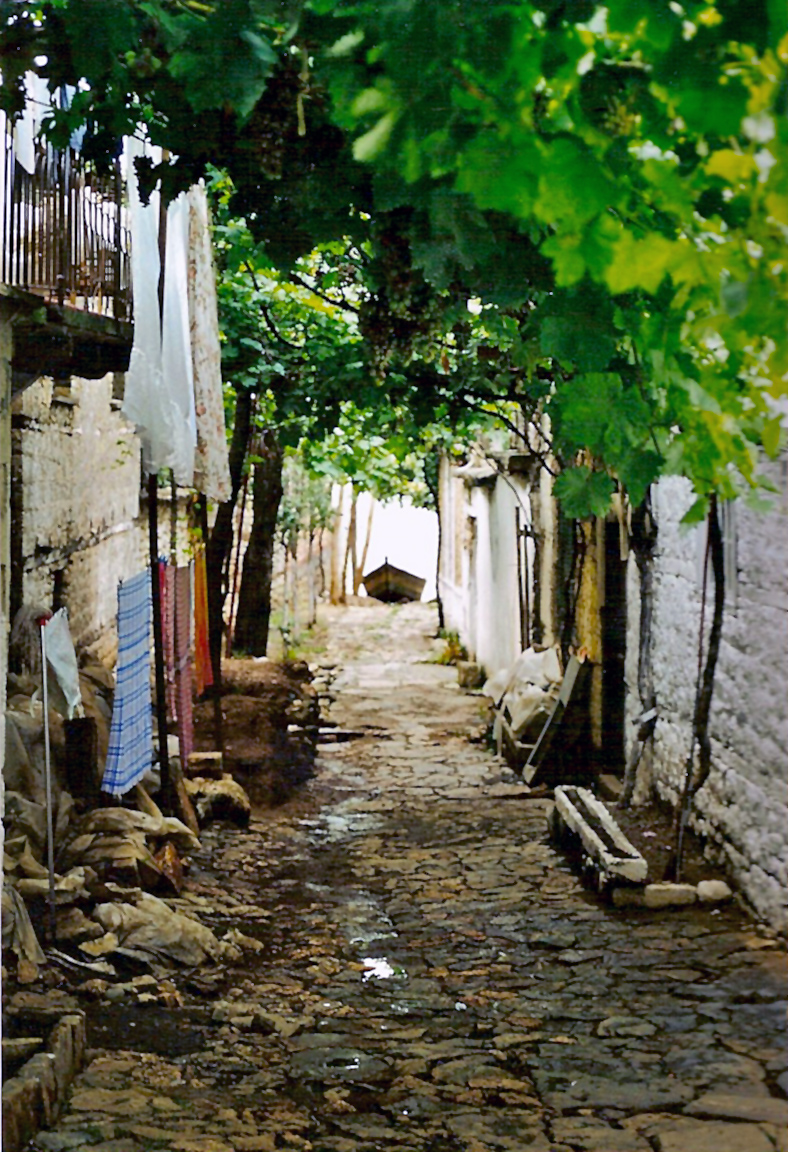
Виноградники в переулке села Лин

Регион сегодняшней Албании является, вероятно, одним из немногих, где сохранялся виноград во время ледникового периода. Ещё в до-римские времена и до древнегреческой колонизации здесь существовало виноградарство: иллирийцы производили здесь вино уже в 8 веке до н. э. независимо от соседних народов. Самые старые найденные семена в регионе имеют возраст от 4000 до 6000 лет. Различные исторические рисунки, в том числе 2 века до н. э., и мозаика в баптистерии города Бутринти VI века свидетельствуют о социальной значимости вина. Вина в первую очередь производились для внутреннего потребления.
Османские каталоги 15 века уже разделяют традиционные виноградники и отдельные виноградные беседки или перголы, устраиваемые в садах или на плантациях деревьев. В османское время виноделие переживало упадок, оно сохранялось лишь в некоторых преимущественно христианских районах. После обретения независимости виноградарство стало стремительно распространяться, но этот рост был остановлен в 1933 году из-за виноградной филлоксеры.
Резкий подъём виноградарства возобновился только после окончания Второй мировой войны, в конце которой виноградники занимали только 2737 га. В частности, в коммунистический период виноград выращивался вокруг Дурреса на принадлежащих государству предприятиях. Площадь виноградников по всей стране была сопоставима с площадью табачных плантаций, но сильно уступала оливковым и фруктовым садам. 40 процентов продукции производились государственными предприятиями, которые располагали только 20 процентами территорий виноградников. Большая часть виноградников принадлежала сельским товариществам. Значительная часть производства приходилась на виноградные перголы. Вино в этот период производилось преимущественно для внутреннего потребления. Экспорт непрерывно уменьшался с 61 000 гектолитров в 1971 году до 22 000 гектолитров в 1985 году. Причины прежде всего в устаревших производственных условиях и недостатке техники, что затрудняло транспортировку и снижало качество продукта. В то же время возрастал экспорт лёгкого в транспортировке изюма (до 3500 тонн в год), экспорт свежего винограда был незначительным. Из 20 000 гектаров виноградников тогда 70 % служили для изготовления вина, до 450 000 гектолитров в год. К наиболее распространённым сортам относились и иностранные как Мерло, Каберне, Пино-нуар, Санджовезе и Рислинг; кроме сладких также производились два игристых вина.. Хотя производство винограда имело важное значение, власти старались не афишировать эту тему, поскольку потребление вина плохо совместимо с коммунистическими идеалами.
|                                             | 1950      | 1960      | 1970      | 1980      | В 1990 году | 2007      | 2009      | 2014    |
| ------------------------------------------- | --------- | --------- | --------- | --------- | ----------- | --------- | --------- | ------- |
| Площадь виноградников (га)                  | 2430      | 8545      | 11 020    | 16 719    | 17 621      | 9103      | 9806      |         |
| Площадь плодоносящих виноградников (га)     | 1200      | 2577      | 9944      | 10 653    | 14 058      | 7497      | 8532      |         |
| Доля плодоносящих от всей площади           | 49 %      | 30 %      | 90 %      | 64 %      | 80 %        | 82 %      | 87 %      |         |
| Деревья в виноградных перголах              | 2 222 000 | 5 082 000 | 5 997 000 | 4 466 000 | 6 063 000   | 5 520 000 | 5 503 000 |         |
| Плодоносящие деревья в виноградных перголах | 1 696 000 | 3 381 000 | 3 650 000 | 3 013 000 | 5 571 000   | 4 757 000 | 4 916 000 |         |
| Производство винограда (т)                  | 21 400    | 22 300    | 64 500    | 66 200    | 91 000      | 146 500   | 162 800   | 203 700 |

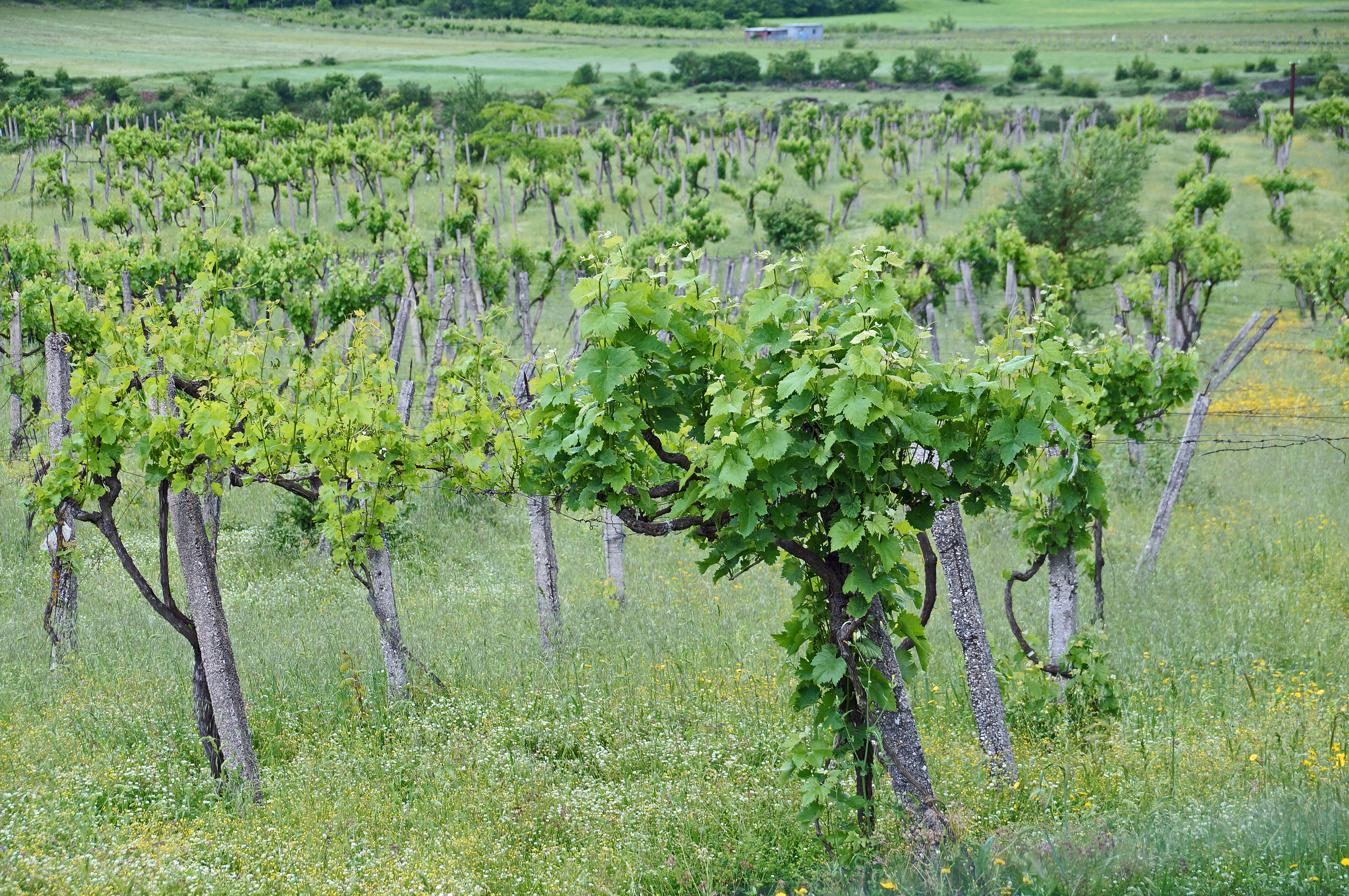
Молодой виноградник рядом с Пермети, южная Албания

Во время перехода к рыночной экономике площади виноградников значительно уменьшились, многие из них были заброшены или уничтожены. Лишь с конца 1990-х годов ряд местных фермеров снова начали профессионально заниматься виноделием, таким образом, сейчас местные вина снова доступны на внутреннем рынке. Для того чтобы удовлетворить высокий спрос на виноградные лозы, выращиваются преимущественно импортные сорта из соседних стран. В кризисном 1997 году по официальным данным вино производилось только на 4300 га виноградников.
Большая государственная винодельческая компания в Дурресе была приватизирована только в 2001 году.

## Регионы и сорта винограда

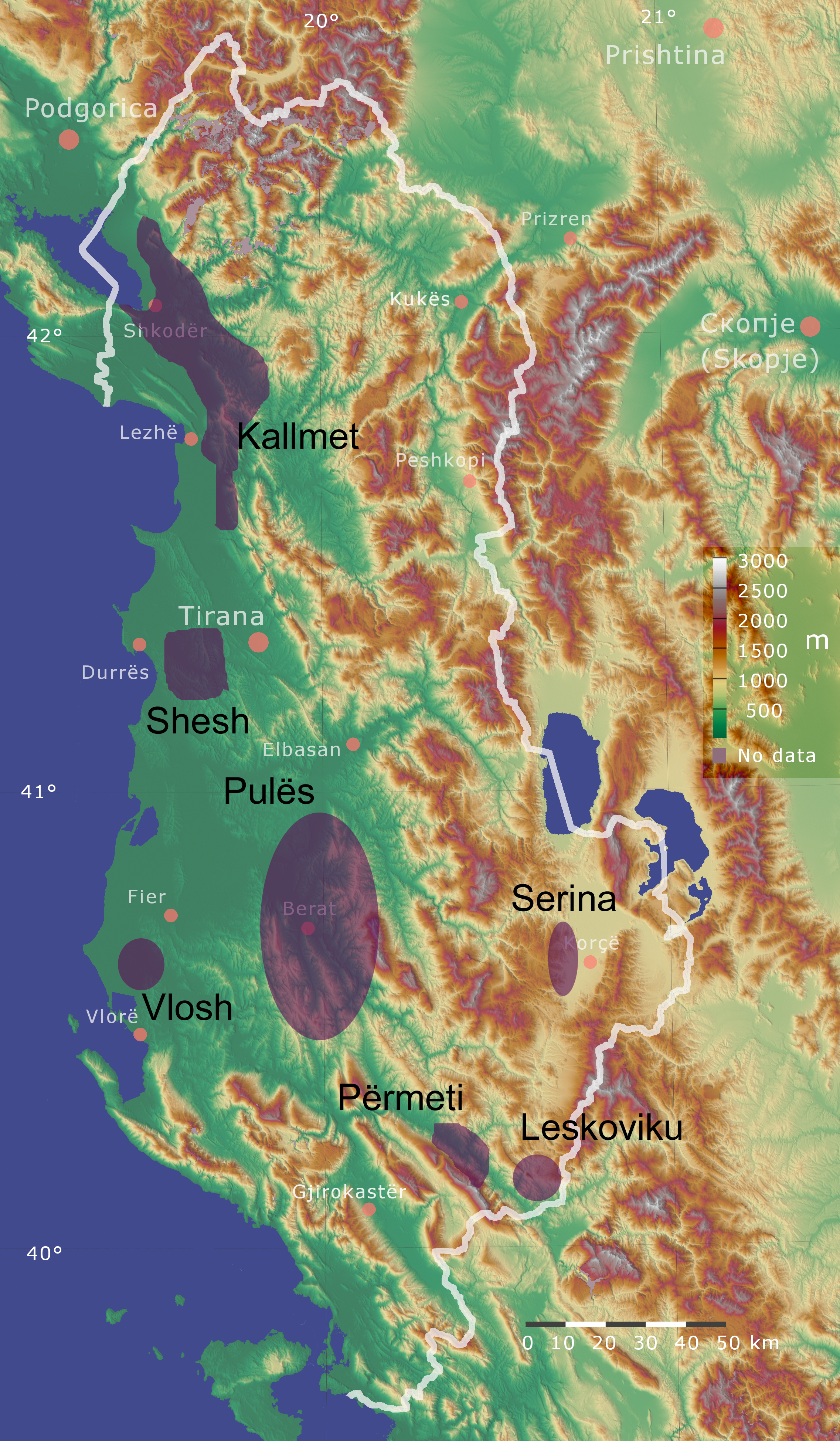
Карта албанских сортов винограда

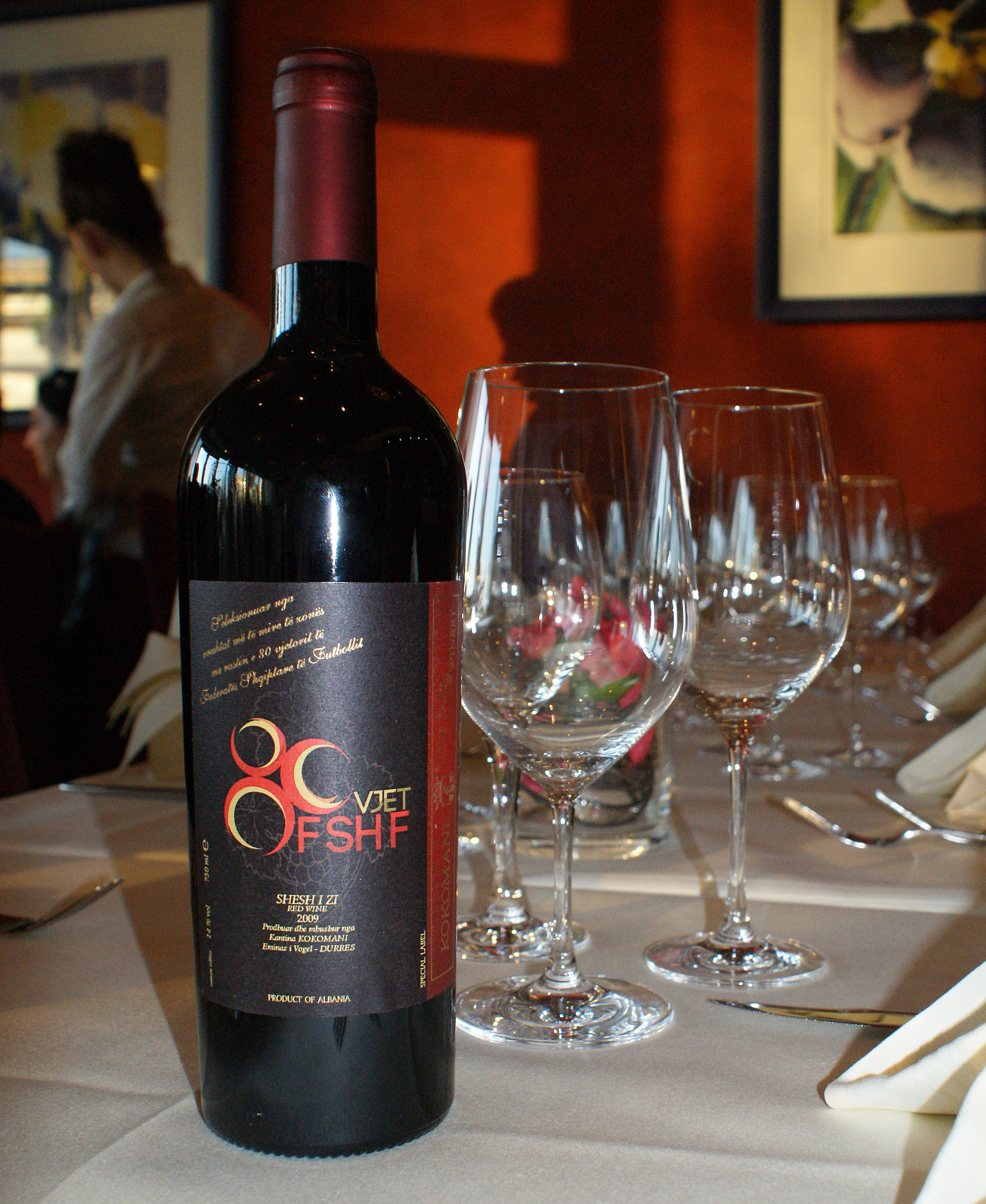
Бутылка Shesh i zi

Виноградные лозы культивируются практически по всей стране. Различают четыре вегетационные зоны: прибрежные равнины, холмы с высотами до 600 метров (Мирдита на севере, Эльбасан и Либардж в центральной части, Грамши und Пермети на юге), предгорья до 800 метров (Поградец, Корча, Дибра и Лесковик, а также горные области от до 1000 или даже до 1300 метров.
К наиболее важным винодельческим областям относятся традиционные, преимущественно католические регионы вокруг Шкодера, холмы вокруг Тираны, а также окрестности городов Берат, Дуррес, Корча и Люшня. В прибрежных районах виноград часто выращивается на равнинах, в южных районах также на искусственных террасах.
В Албании сохранился ряд местных разновидностей винограда. К ним относятся сорта белого вина Pulës, Debin e bardhë и Shesh i bardhë, сорта красного вина Debin e zezë, Kallmet, Serina, Shesh i zi и Vlosh. Не так широко используются и находятся под угрозой исчезновения сорта Bishtdhelpra, Gomaresha, Mereshnik, Kryqëz, Maltëz и Tajka .
Белый и красный виноград Shesh, происходящий из одноимённого села к западу от Тираны, является самым распространённым (до 35 %). В османский период виноградарство в этом регионе угнеталось. В коммунистический период красный Shesh, также известный как Galeçik, был распространён по всей стране и выращивался на высотах до 800 метров. Этот виноград хорошо переносит засуху и даёт большой урожай. Он выращивался в регионе Мирдита на мергель-известковых почвах и в прибрежной центральной Албании на супесях или песчаных почвах. В Западной Европе белый виноград этого сорта частично продавался как Riesling.
Виноград Kallmet, вероятно изначально являвшийся вариантом сорта Кадарка и происходящий из региона озера Шкодер, тесно связан с одноимённым селом с равнины Жадрима к югу от озера. Он характерен для всех прибрежных холмистых регионов северной Албании, но выращивается также в центральной и южной частях страны. Он предпочитает гравийные почвы. В коммунистический период вино из этого винограда экспортировалось в ГДР и Польшу под названием Merlot.
Виноград Pulës происходит из центральной и южной Албании, он в основном выращивается в садах и используется для производства Ракии.
Виноград Vlosh происходит из села Нарта к северу от Влёры, виноград Debina — с юго-востока страны. Виноград Serina происходит из холмистой местности на западной окраине равнины Корча. Существует и ряд местных сортов как Verë Leskoviku или Verë Përmeti, названных по региону их происхождения.
Сегодня около 13 % албанских крестьянских хозяйств используют часть своих земель для выращивания винограда. Однако под виноград они как правило отводят только несколько сотен квадратных метров, и в редких случаях более 3000. Во всех регионах страны почти в каждом саду есть виноградные лозы, иногда даже в городах. В некоторых регионах до сих пор нет виноградников, а только перголы, которые цепляются за фруктовые деревья и проще в обслуживании. В основном из винограда производят домашние вина и мусты для собственных нужд, а также виноградную водку ракию, на производство которой уходит до 50 % урожая винограда. Ракия является традиционным напитком на различных праздниках. Реже распространён бренди Skënderbeu, производимый из сброженного виноградного сиропа Pekmez, изюма и уксуса. На производство вина идёт около 20 % урожая винограда.

## Экономические факторы

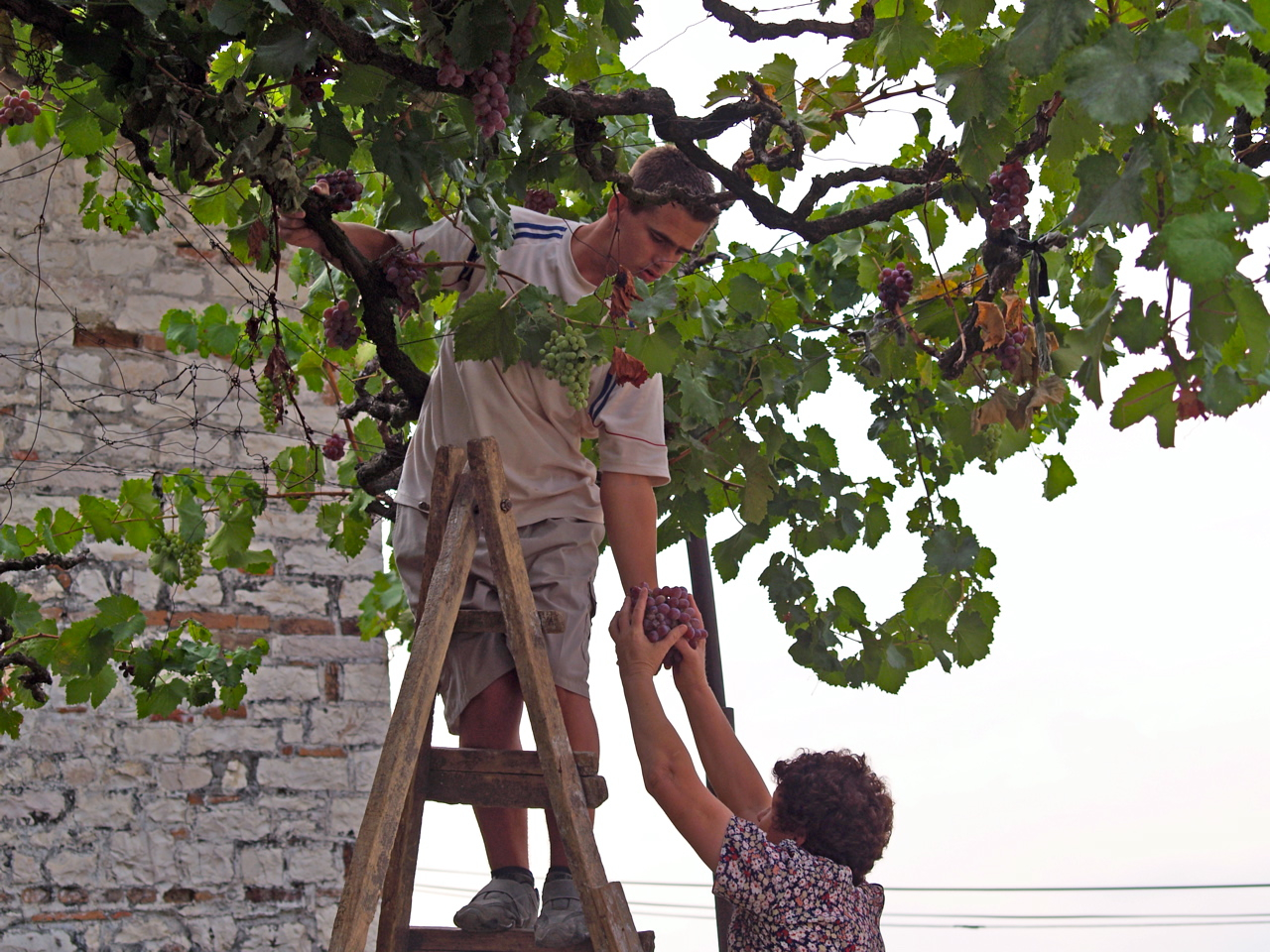
Работа в виноградных перголах в Берате

Лишь малая доля албанского вина идёт на экспорт. К 2006 году объем экспорта составил в 49 гектолитров (на сумму 2 млн лек), в то время как импортировалось 20 282 гектолитров (на сумму 343 млн лек.). В 2013 году объем экспорта увеличился до 95 гектолитров (на сумму 8 млн лек), в то время как импорт практически не изменился и составил 22 408 гектолитров (на сумму 766 млн лек).
Внутреннее потребление вина не очень высоко и составляет около трёх литров в год на человека.
В Албании существует нехватка квалифицированных специалистов. Продукция многих виноделов не проходит какую-либо экспертизу или государственный контроль. Зачастую содержание не соответствует этикетке.
В Албании отсутствуют запреты на посадку винограда. Государственные и зарубежные исследовательские организации способствуют расширению виноградарства. Но зачастую выбор почвы и сорта винограда не основывается на каких-либо научных критериях.

### Сноски
1. ↑  Данные плодоносящих виноградников за 2007 год колеблется от 6200 га (FAO) и 7500 гектаров (INSTAT).
2. ↑  В других источниках указывается только 105 000 тонн (FAO: Agribusiness Handbook Grapes, Wine Архивная копия от 4 мая 2010 на Wayback Machine (PDF; 1,6 Мбайт).